# Filippa di Champagne
Filippa di Champagne (Terra santa, 1196 circa – 20 dicembre 1250) fu contessa consorte di Ramerupt dal 1214 al 1245 circa e pretendente della contea di Champagne, dal 1215 circa al 1222.
Il marito, Erardo di Brienne-Ramerupt la incoraggiò a rivendicare la contea paterna di Champagne che era andata a suo cugino Tebaldo IV allora minorenne. Questo provocò un conflitto con la madre di Tebaldo, Blanca di Navarra, che agiva da reggente e lo scontrò si amplificò fino a sfociare nella Guerra di successione di Champagne. Tebaldo aveva dalla sua il supporto di Filippo II di Francia, Federico II di Svevia e di Oddone III di Borgogna tanto che alla fine ne uscì vincitore. Filippa, nel 1222, rinunciò alle proprie pretese ma Tebaldo, in cambio, fu costretto a pagarle un cospicuo emolumento.

## La famiglia d'origine
Secondo il Recueil des historiens des croisades. Historiens occidentaux. Tome second, Filippa era la figlia terzogenita della regina di Gerusalemme, Isabella di Gerusalemme e del suo terzo marito, il  conte di Champagne, Enrico II, che, secondo la Chronica Albrici Monachi Trium Fontium, Enrico era il figlio maschio primogenito del Conte di Champagne (conte di Troyes e conte di Meaux) e di Brie, Enrico I il Liberale e di Maria di Francia, che, sia secondo il cronista e monaco benedettino inglese, Matteo di Parigi, che secondo la Chronica Albrici Monachi Trium Fontium, Maria era la figlia primogenita di Luigi VII, detto il Giovane, re di Francia, e della duchessa d'Aquitania e Guascogna e contessa di Poitiers, Eleonora d'Aquitania, che, ancora secondo la Chronica Albrici Monachi Trium Fontium, era la figlia primogenita del duca di Aquitania, duca di Guascogna e conte di Poitiers, Guglielmo X il Tolosano e della sua prima moglie, Aénor di Châtellerault († dopo il 1130), figlia del visconte Americo I di Châtellerault e della Maubergeon, che al momento della sua nascita era l'amante di suo nonno Guglielmo IX il Trovatore.

Isabella di Gerusalemme, secondo gli Annali genovesi di Caffaro e de' suoi continuatori, era la figlia del re di Gerusalemme, Amalrico I e di Maria Comnena, che ancora secondo gli Annali genovesi di Caffaro e de' suoi continuatori, era la figlia di Giovanni Comneno, nipote dell'imperatore, Manuele I Comneno (figlio di Andronico Comneno (figlio di Giovanni II), fratello di Manuele), che, per qualche tempo fu dux bizantino di Cipro, e di Maria Taronitissa. Isabella era sorellastra del re di Gerusalemme, Baldovino IV e della regina di Gerusalemme, Sibilla.

## Biografia

### Infanzia
Suo padre, Enrico II di Champagne, nipote sia del re d'Inghilterra, Riccardo Cuor di Leone che del re di Francia, Filippo II Augusto, comandanti della terza crociata, nel 1192, divenne il terzo marito di sua madre Isabella, che era in attesa di un figlio dal suo precedente marito, Corrado di Monferrato; nacque una femmina, sorellastra di Alice, Maria.
Dopo la nascita della terza figlia, nel 1196, i suoi genitori, secondo lo storico britannico, Peter W. Edbury, nel suo The Kingdom of Cyprus and the Crusades, 1191-1374, per sancire il buon rapporto con i Lusignano, re di Cipro, fecero un patto matrimoniale con Amalrico di Lusignano, per il quale i tre figli maschi di Amalrico avrebbero sposato le tre figlie di Enrico e Isabella; secondo questo accordo, Filippa avrebbe dovuto sposare, Ugo, il terzogenito di Amalrico.
Suo padre, Enrico II di Champagne, morì nel (1197); ancora secondo Edbury, Enrico morì ad Acri nel settembre 1197 per un incidente, a causa del cedimento di una ringhiera che lo fece precipitare da una finestra; secondo gli Obituaires de Sens Tome I.1, Eglise cathédrale de Sens, Obituaire du xiii siècle, Enrico (Henricus comes Campanie) morì il 6 settembre (September VIII Idus) del 1197.

Dopo la morte di Enrico, suo terzo marito, Isabella fu data in moglie per la quarta volta ad Amalrico di Lusignano che divenne re di Gerusalemme jure uxoris, e continuò a regnare sul regno di Cipro. Per ciò che riguarda la contea di Champagne, fu retta dalla madre di Enrico, Maria di Francia, per conto delle eredi di Enrico (tra cui Alice), ma, alla morte di Maria, all'inizio del 1198, il re di Francia, Filippo Augusto, concesse la contea al fratello di Enrico, Tebaldo, come ci viene riportato nel Recueil des historiens des croisades. Historiens occidentaux..
Dal quarto matrimonio di sua madre, Isabella con Amalrico, nacquero: Sibilla, Melisenda e Amalrico.
Sua madre, Isabella morì nel 1205, quattro giorni dopo il suo patrigno, Amalrico II, che era morto a San Giovanni d'Acri il 1º aprile 1205; la Chronique d'Ernoul et de Bernard le Trésorier riporta la morte di entrambi i regnanti (li rois Haimeris fu mors), mentre il Regesta Regni Hierosolymitani 1097-1291, riporta la morte di Amalrico, a Haifa, il primo aprile circa due mesi dopo il figlio ultimogenito, anche lui di nome Amalrico. 

Il regno di Gerusalemme passò alla sorellastra, Maria di Monferrato, figlia di sua madre, Isabella I, e del suo secondo marito, Corrado di Monferrato, sotto la reggenza di un suo zio (fratellastro di sua madre), Giovanni di Ibelin; questa successione viene confermata sia dalla Chronique d'Ernoul et de Bernard le Trésorier, che dal Regesta Regni Hierosolymitani 1097-1291.
Nel dicembre 1207, sua sorella, Alice, dopo la morte della sorella primogenita, Maria, fu fidanzata con l'unico maschio, rimasto in vita, di Amalrico II e della sua prima moglie Eschiva di Ibelin, Ugo, già re di Cipro, con la clausola, che se Alice fosse deceduta, prima dl matrimonio, avrebbe sposato quella che era stata la sua prima fidanzata, Filippa, come ci viene confermato dal documento n° 823 del Regesta Regni Hierosolymitani 1097-1291.
Prima del settembre 1210 venne celebrato il matrimonio di sua sorella, Alice con Ugo I, come ci conferma la Chroniques d'Amadi et de Strambaldi. T. 1.

### Matrimonio
Secondo il Recueil des historiens des croisades. Historiens occidentaux. Tome second, Filippa, nel 1215, sposò Erardo di Brienne, conte di Ramerupt (1170circa-1246) un potente nobile della regione dello Champagne, figlio di Andrea di Brienne e di Adelaide di Venusy e nipote di Giovanni (1170 - 1237), re di Gerusalemme (1210-1225) e futuro imperatore di Costantinopoli); il Roberti Canonici S Mariani Autissiodorensis Chronicon riporta il matrimonio di Erardo e Filippa (Airardus de Rameruco duxit uxorem Philippam filiam Henrici regis Iherosolimitani et comitis Trecensis), nel 1214, a Pont-sur-Yonne; gli Annales S. Benigni Divionensis invece riporta il matrimonio di Erardo (Airardus de Bregne) e Filippa (filiam Henrici comitis Campanie), nel 1216; la Chronica Albrici Monachi Trium Fontium quando riporta il matrimonio ricorda che Filippa fu pretendente della contea di Champagne. L'impegno di matrimonio era stato concordato nel 1212, come da documento n° 860 del Regesta Regni Hierosolymitani 1097-1291;i due si erano sposati clandestinamente sfidando la disapprovazione di Papa Innocenzo III che aveva proibito le loro nozze poiché erano legati da un legame di consaguineità.
Filippa era la seconda moglie di Erardo che era stato sposato con Elisenda, contessa di Perche, dalla quale aveva avuto un figlio, Andrea.

### L'inutile corsa al trono di Champagne
Dopo il matrimonio, attorno al 1216 fu Erardo a incoraggiare Filippa a reclamare i domini paterni che, dopo la morte dello zio Tebaldo III nel 1201 erano finiti al cugino Tebaldo IV che, essendo minorenne, era ancora sotto la tutela della madre, Blanca di Navarra, che, ovviamente ella si oppose alle pretese di Filippa e lo scontro fra le due famiglie crebbe fino a sfociare nella guerra aperta passata alla storia come la Guerra di successione di Champagne. Papa Innocenzo III venne spinto a prendere provvedimenti dalla zia di Filippa, Blanca di Navarra, che aveva anche posto sotto sequestro i feudi di Erardo.

Nei primi mesi del 1216 Erardo e Filippa erano tornati in Francia e avevano occupato posizione presso Nevers dove vennero posti sotto assedio dalle truppe di Blanca; dalla sua Filippa aveva che molti baroni dello Champagne si raccolsero attorno a lei e al marito, ma questo appoggio non poteva competere con quello che aveva Tebaldo. Il giovane sovrano di Champagne infatti contava sull'appoggio di Federico II di Svevia, Filippo II di Francia e Oddone III di Borgogna.

Secondo il documento n° 610 del Cartulaire des abbayes de Tulle et de Roc-Amadour Erardo e Filippa fecero una donazione affinché le loro operazioni andassero a buon fine.

Blanca riuscì anche a convincere il Legato pontificio che il divorzio di Isabella dal primo marito Umfredo IV di Toron era da considerarsi invalido e che quindi tutti i figli avuti dagli altri consorti, comprese Filippa e Alice, erano illegittimi. Nella Histoire de l'île de Chypre sous le règne des princes de la maison de Lusignan. 3 è riportato un documento di Erardo alla corte papale, per la legittimazione sua e della moglie. 

Tuttavia la validità del divorzio era già stata ratificata nel 1205 giacché non v'erano stati impedimenti a che Maria, nata dal secondo matrimonio di Isabella, le succedesse al trono nel 1205. 

Tebaldo raggiunse la maggiore età nel 1222 e nell'aprile dello stesso anno Filippa venne persuasa a lasciar cadere ogni pretesa e a lasciare la regione al cugino.

In ogni caso Tebaldo venne costretto a pagare a Filippa, Erardo un grande rimborso in denaro per i diritti perduti, in più a Filippa e al marito vennero condonati tutti i debiti arretrati e venne loro risparmiata la Scomunica.

Anche la sorella di Filippa, Alice, nel 1231, lasciata la Terra santa, raggiunse la contea di Champagne e, ritenendo di poter accampare diritti sulla contea di Champagne, con l'appoggio di molti nobili della contea riprese la contestazione contro il cugino, il conte di Champagne, Tebaldo IV. Tebaldo IV, onde evitare di ricominciare una nuova guerra di successione, tra il 1232 ed il 1233, dovette tacitare Alice, pagando una cifra notevole (40.000 libbre), che fu prelevata dalle casse regie, per volere di Bianca di Castiglia e di suo figlio, il re di Francia, Luigi IX il Santo.

### Ultimi anni e morte
Un documento delle Preuves de l'Histoire généalogique de la maison de Montmorency et de Laval riporta di una donazione fatta dai coniugi Erardo e Filippa (Erardus de Brena dominus Rameruci et Philippa eius uxor), con alcuni figli (filiis nostris siquidem Henrico milite et Erardo scutario et filiabus nostris Ioanna, Sibylla et Aelide) all'abbazia di Molesme, di data imprecisata, in quanto la data riportata, 1267, è senz'altro errata, perché, nel 1247, Filippa era già vedova, come da documento n° 611 del Cartulaire des abbayes de Tulle et de Roc-Amadour inerente ad una donazione di Filippa (Philippa domina Rameruci) in suffragio dell'anima di Erardo (maritus meus nobilis vir Erardus de Brena dominus Rameruci).

La data della morte di Filippa non è certa; secondo diverse fonti, Filippa morì il 20 dicembre 1250, comunque il documento n° 612 del Cartulaire des abbayes de Tulle et de Roc-Amadour che ricorda la donazione di Filippa, datata 1247, rivolgendosi ai suoi eredi la cita come già morta.

## Figli
Filippa a Erardo diede nove figli:
- Enrico, citato coi genitori nel documento delle Preuves de l'Histoire généalogique de la maison de Montmorency et de Laval[30] († 8 febbraio 1250), conte di Ramerupt, ucciso alla Battaglia di Mansura (8 - 11 febbraio);
- Erardo, citato coi genitori nel documento delle Preuves de l'Histoire généalogique de la maison de Montmorency et de Laval[30] († febbraio 1250), conte di Ramerupt, ucciso alla Battaglia di Mansura;
- Maria († dopo il 1251), signora di Nanteuil-la-Fosse, ed in seguito, signora di Conflans[36];
- Margherita (†  1275), signora di Beveren, nelle Fiandre[36], divenne suora a Flines dopo essere rimasta vedova;
- Elisa, probabilmente morta giovane, non compare in nessun documento;
- Isabella († fra il 1274 e il 1277) contessa di Grandpré[36];
- Giovanna, citata coi genitori nel documento delle Preuves de l'Histoire généalogique de la maison de Montmorency et de Laval[30] († dopo il 1270), signora di Montmorency[36];
- Sybilla, citata coi genitori nel documento delle Preuves de l'Histoire généalogique de la maison de Montmorency et de Laval[30] († dopo il 1246), divenne badessa a Ramerupt[36];
- Alice, citata coi genitori nel documento delle Preuves de l'Histoire généalogique de la maison de Montmorency et de Laval[30] († dopo il 1250), come da documento delle Preuves de l'Histoire généalogique de la maison de Montmorency et de Laval[36].

## Ascendenza
|                                 |                        |                                  | Genitori                         |  |  | Nonni |  |  | Bisnonni                               |  |  | Trisnonni                  |  |
|                                 |                        |                                  |                                  |  |  |       |  |  | Tebaldo II, conte di Blois e Champagne |  |  | Stefano II, conte di Blois |  |
|                                 |                        |                                  |                                  |  |  |       |  |  | Tebaldo II, conte di Blois e Champagne |  |  | Stefano II, conte di Blois |  |
|                                 |                        | Adele d'Inghilterra              |                                  |  |  |       |  |  | Tebaldo II, conte di Blois e Champagne |  |  |                            |  |
| Enrico I, conte di Champagne    |                        |                                  |                                  |  |  |       |  |  | Tebaldo II, conte di Blois e Champagne |  |  |                            |  |
|                                 |                        | Matilde di Carinzia              | Enghelberto II, duca di Carinzia |  |  |       |  |  |                                        |  |  |                            |  |
|                                 |                        | Matilde di Carinzia              | Enghelberto II, duca di Carinzia |  |  |       |  |  |                                        |  |  |                            |  |
|                                 |                        | Matilde di Carinzia              | Uta di Passavia                  |  |  |       |  |  |                                        |  |  |                            |  |
| Enrico II, conte di Champagne   |                        | Matilde di Carinzia              |                                  |  |  |       |  |  |                                        |  |  |                            |  |
|                                 |                        | Luigi VII, re di Francia         | Luigi VI, re di Francia          |  |  |       |  |  |                                        |  |  |                            |  |
|                                 |                        | Luigi VII, re di Francia         | Luigi VI, re di Francia          |  |  |       |  |  |                                        |  |  |                            |  |
|                                 |                        | Luigi VII, re di Francia         | Adelaide di Savoia               |  |  |       |  |  |                                        |  |  |                            |  |
| Maria di Francia                |                        | Luigi VII, re di Francia         |                                  |  |  |       |  |  |                                        |  |  |                            |  |
|                                 |                        | Eleonora d'Aquitania             | Guglielmo X, duca di Aquitania   |  |  |       |  |  |                                        |  |  |                            |  |
|                                 |                        | Eleonora d'Aquitania             | Guglielmo X, duca di Aquitania   |  |  |       |  |  |                                        |  |  |                            |  |
|                                 |                        | Eleonora d'Aquitania             | Aénor di Châtellerault           |  |  |       |  |  |                                        |  |  |                            |  |
| Filippa di Champagne            |                        | Eleonora d'Aquitania             |                                  |  |  |       |  |  |                                        |  |  |                            |  |
|                                 | Folco V, conte d'Angiò | Folco IV, conte d'Angiò          |                                  |  |  |       |  |  |                                        |  |  |                            |  |
|                                 | Folco V, conte d'Angiò | Folco IV, conte d'Angiò          |                                  |  |  |       |  |  |                                        |  |  |                            |  |
|                                 | Folco V, conte d'Angiò | Bertrada di Montfort             |                                  |  |  |       |  |  |                                        |  |  |                            |  |
| Amalrico I, re di Gerusalemme   | Folco V, conte d'Angiò |                                  |                                  |  |  |       |  |  |                                        |  |  |                            |  |
|                                 |                        | Melisenda, regina di Gerusalemme | Baldovino II, re di Gerusalemme  |  |  |       |  |  |                                        |  |  |                            |  |
|                                 |                        | Melisenda, regina di Gerusalemme | Baldovino II, re di Gerusalemme  |  |  |       |  |  |                                        |  |  |                            |  |
|                                 |                        | Melisenda, regina di Gerusalemme | Morfia di Melitene               |  |  |       |  |  |                                        |  |  |                            |  |
| Isabella, regina di Gerusalemme |                        | Melisenda, regina di Gerusalemme |                                  |  |  |       |  |  |                                        |  |  |                            |  |
|                                 |                        | Giovanni Comneno, duce di Cipro  | Andronico Comneno                |  |  |       |  |  |                                        |  |  |                            |  |
|                                 |                        | Giovanni Comneno, duce di Cipro  | Andronico Comneno                |  |  |       |  |  |                                        |  |  |                            |  |
|                                 |                        | Giovanni Comneno, duce di Cipro  | Irene Aineiadissa                |  |  |       |  |  |                                        |  |  |                            |  |
| Maria Comnena                   |                        | Giovanni Comneno, duce di Cipro  |                                  |  |  |       |  |  |                                        |  |  |                            |  |
|                                 |                        | Maria Taronitissa                | Giovanni III Taronites           |  |  |       |  |  |                                        |  |  |                            |  |
|                                 |                        | Maria Taronitissa                | Giovanni III Taronites           |  |  |       |  |  |                                        |  |  |                            |  |
|                                 |                        | Maria Taronitissa                | …                                |  |  |       |  |  |                                        |  |  |                            |  |
|                                 |                        | Maria Taronitissa                |                                  |  |  |       |  |  |                                        |  |  |                            |  |

### Fonti primarie
- (LA)  Monumenta Germaniae Historica, Scriptores, tomus V.
- (LA)  Monumenta Germaniae Historica, Scriptores, tomus XXIII.
- (LA)  Monumenta Germaniae Historica, Scriptores, tomus XXVI.
- (LA)  Matthæi Parisiensis, monachi Sancti Albani, Chronica majora, vol II.
- (LA)  Histoire de l'île de Chypre sous le règne des princes de la maison de Lusignan, volume 3.
- (LA)  Obituaires de la province de Sens. Tome I.
- (LA)  Regesta Regni Hierosolymitani 1097-1291.
- (LA)  Annali genovesi di Caffaro e de' suoi continuatori.
- (FR)  Recueil des historiens des croisades. Historiens occidentaux. Tome second.
- (FR)  Cartulaire des abbayes de Tulle et de Roc-Amadour.
- (IT)  Chroniques d'Amadi et de Strambaldi. T. 1.
- (LA)  Preuves de l'Histoire généalogique de la maison de Montmorency et de Laval.

### Letteratura storiografica
- Charles Petit-Dutaillis, Luigi IX il Santo, cap. XX, vol. V, in Storia del mondo medievale, 1999, pp. 829–864.
- (EN)  The Kingdom of Cyprus and the Crusades, 1191-1374.
- (FR)  Chronique d'Ernoul et de Bernard le Trésorier.
- (FR)  Les familles d'outre-mer.